# Pekka Siitoin
Pekka Siitoin, né le 29 mai 1944 à Varkaus (Savonie du Nord) et mort le 8 décembre 2003 à Vehmaa (Finlande-Propre), est un militant néonazi et occultiste finlandais.
En 1971, il fonde la Turun Hengentieteen Seura (THS, Société occulte de Turku). À partir de 1974, il développe une doctrine syncrétique mêlant occultisme, néonazisme et satanisme. Il crée plusieurs organisations d'extrême droite, notamment l'Isänmaallinen Kansanrintama (IKR, Front patriotique populaire) en 1976, qui organise les premières manifestations ouvertement nazies en Finlande depuis les années 1940 et mène de nombreuses activités violentes. Elle est dissoute par le ministère de l'Intérieur en vertu du traité de Paris en 1977.
Condamné à cinq ans de prison en 1978 pour avoir incité à l'incendie criminel d'une imprimerie communiste, il poursuit ses activités politiques et ésotériques après sa libération, mais son influence décline progressivement jusqu'à sa mort.

## Biographie

### Situation personnelle
Pekka Siitoin naît le 29 mai 1944 à Varkaus. Il passe sa jeunesse à Loimaa (Finlande-Propre) avant de s'installer à Turku avec sa mère à l'adolescence. Dans les années 1960, il est d'abord cinéaste amateur et travaille comme apprenti au théâtre municipal de Turku. Il fonde également un magasin de photographie et une société d'import,.
Il se marie à l'âge de 22 ans et a six enfants avec trois femmes différentes. En 1973, il s'installe à Naantali, près de Turku, où il développe ses activités politiques et métaphysiques. Il déménage à Vehmaa en 1997.
Il prétend être le fils biologique d'un Obersturmbannführer, Peter von Weltheim, et publie parfois sous ce pseudonyme.

### Ésotérisme
Au début des années 1970, suivant des difficultés financières touchant son magasin de photographie, il devient l'élève de la voyante Aino Kassinen qui l'initie au satanisme.
Il crée en 1971 la Turun Hengentieteen Seura qui sert de base pour son commerce de vente par correspondance de littérature ésotérique. Il y pratique aussi la guérison spirituelle à distance,. Selon Kassinen, la THS compte une trentaine de membres au début des années 1970.
Pour étendre son commerce de littérature ésotérique aux pays nordiques, il fonde en 1972 la Föreningen Veronica (Organisation Veronica). Sous divers pseudonymes comme Hesiodos Foinix et Peter Siitoin, il publie plusieurs ouvrages sur la magie noire, les OVNI et l'occultisme entre 1973 et 1989.
Ses positions et son militantisme politiques provoquent le rejet de la communauté ésotérique au milieu des années 1970. Kassinen met en garde contre lui et Ultra, l'unique magazine spirituel alternatif de Finlande, refuse ses articles et publicités dès l'été 1974. La THS est dissoute par le ministère de l'Intérieur en marge de ses organisations politiques en 1977.
Après sa sortie de prison en 1981, il crée la Kansallis-mytologinen Seura (Société nationale de mythologie) sous laquelle il publie ses derniers ouvrages. En 1993, il rejoint la Church of the Luciferian Light (Église de la lumière luciférienne) américaine et s'autoproclame archevêque de Lucifer sans le consentement de l'église.

### Militantisme

#### Débuts en politique
Siitoin est d'abord sympathisant du Parti de la coalition nationale à la fin des années 1960, puis est candidat pour le Parti rural de Finlande (Suomen Maaseudun Puolue, SMP) aux élections municipales de 1972 (fi) à Turku. Il devient ensuite membre du Suomen Kansan Yhtenäisyyden Puolue (fi), une scission du SMP.

#### Passage au néonazisme
En 1974, sa lecture de The Spear of Destiny de Trevor Ravenscroft lui fait intégrer des éléments d'occultisme nazi dans son système de pensée. Il crée ensuite plusieurs organisations d'extrême droite : la Pegasos-seura (Société Pégase) en 1975, puis Isänmaa ja Vapaus (Patrie et liberté) et notamment l'Isänmaallinen Kansanrintama en 1976,. Il se met également à utiliser la THS pour promouvoir ses idées politiques.
L'IKR utilise une rhétorique nazie et anticommuniste. Pour contourner les restrictions du traité de Paris, le parti évite initialement d'utiliser ouvertement les termes « fascisme » et « nazisme » et se présente à la place comme étant d'extrême droite,. Il compte environ 70 membres. L'organisation fait des apparitions médiatiques où ses membres affirment ouvertement leur préparation à l'insurrection armée et organise les premières manifestations ouvertement nazies en Finlande depuis les années 1940.

Pekka Siitoin lors de son arrestation.

En 1977, plusieurs de ses membres mènent une campagne terroriste incluant du vandalisme antisémite, l'envoi de bombes fumigènes au journal et à l'organisation de jeunesse de la Ligue démocratique du peuple finlandais, l'envoi de menaces de mort à des politiciens et d'autres personnalités et l'incendie criminel d'une imprimerie communiste. Cette dernière action mène à l'arrestation de Siitoin et deux autres membres, l'interdiction de l'ensemble des organisations de Siitoin puis à sa condamnation à cinq ans de prison en 1978 pour avoir incité à cet incendie,,. Il s'agit de la première fois que des organisations sont interdites en vertu du traité de Paris en Finlande.

#### Déclin et marginalisation
Après sa sortie de prison en 1981, il fonde le Kansallis-Demokraattinen Puolue (Parti national démocratique, KDP), mais il devient alcoolique et son influence décline. Il s'autodésigne Führer finlandais et commence à être perçu comme une caricature,. Il commence à apparaître dans des magazines pornographiques pour promouvoir sa cause, et réduit considérablement ses apparitions publiques après la mort de son fils aîné en 1985, passant le reste des années 1980 principalement en correspondance avec ses contacts étrangers dans les milieux néonazis et néofascistes. Durant cette période, une tentative de putsch interne au mouvement éclate, les membres du KDP étant mécontents de Siitoin.

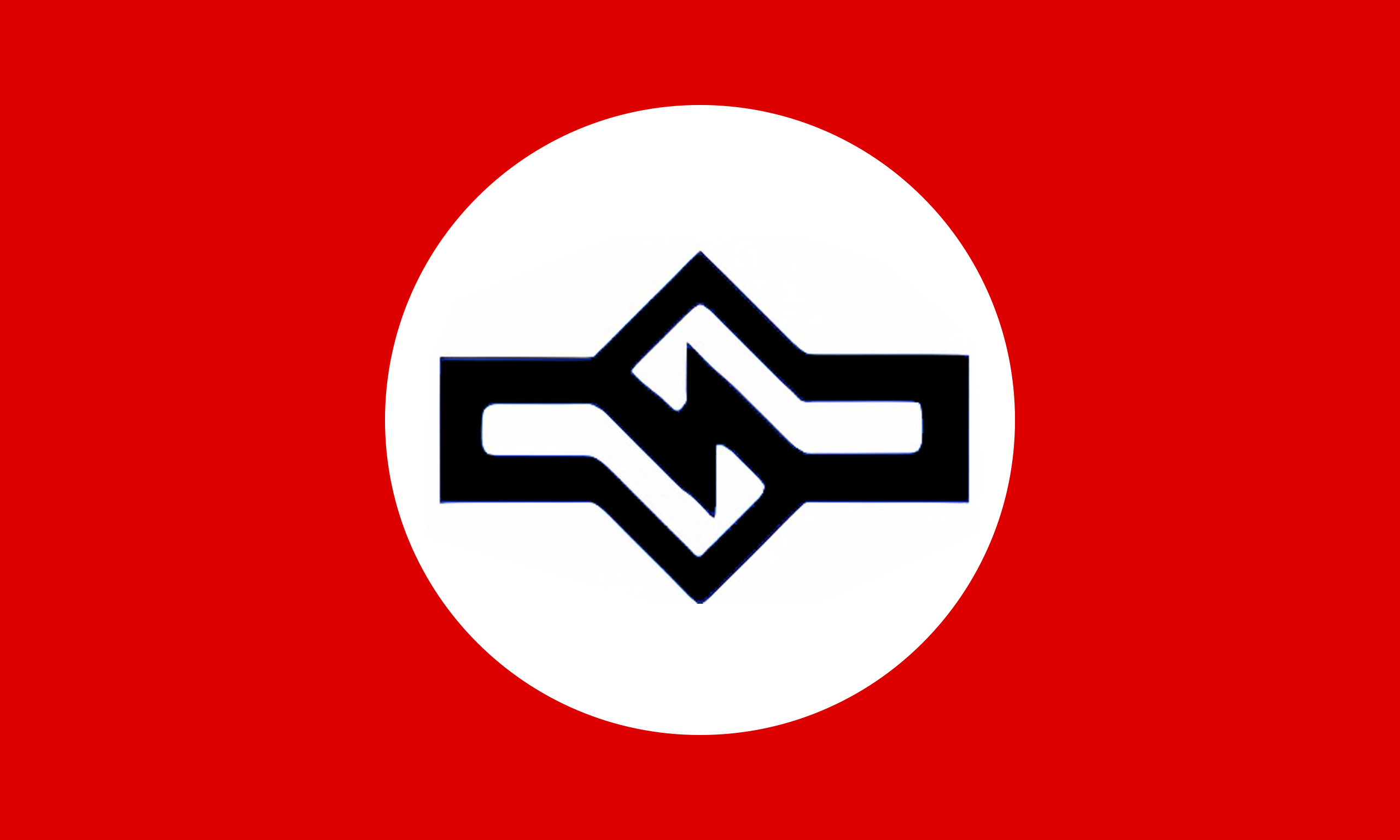
Logo du Kansallinen Liittoneuvosto.

Il connaît un regain d'activité dans les années 1990 avec la montée du mouvement skinhead néonazi. En raison de la chute de l'URSS, Siitoin délaisse sa rhétorique anticommuniste devenue obsolète pour adopter les idéaux du suprémacisme blanc et de l'opposition à l'immigration. Il cofonde le Kansallinen Liittoneuvosto (Conseil national de la fédération) avec d'autres figures de l'extrême droite finlandaise. Néanmoins, ils sont éclipsés par les nouveaux mouvements d'extrême droite. Il se présente aux élections municipales de Naantali en 1992 (fi), puis en 1996 (fi), et échoue dans ces deux élections. 

#### Alliances internationales
Durant les années 1960, Siitoin est en contact régulier avec le National Renaissance Party américain, qui a une idéologie similaire mêlant nazisme et occultisme sataniste.
Siitoin maintient des liens avec Nils Mandell, un dirigeant finno-suédois du Parti du Reich noridque (Nordiska rikspartiet, NRP) suédois qui participe à ses marches et l'introduit à un cercle nationaliste international lors d'une réunion à Dixmude (Flandre-Occidentale). Bien que le NRP coupe officiellement ses liens avec Siitoin en 1977, Mandell assiste à son procès en 1978 et la collaboration entre le NRP et Siitoin pour le matériel de propagande se poursuit apparemment jusqu'à la fin des années 1990, comme en témoigne la condamnation d'un ancien membre finlandais du NRP pour avoir diffusé du matériel commandé en Suède.
Le Kansallis-Demokraattinen Puolue est accepté comme membre associé de la World Union of National Socialists en 1981.
En 1983, Siitoin invite en Finlande le leader du mouvement fasciste norvégien Nasjonalt Folkeparti. En 1985, il héberge deux de ses militants, dont l'un est recherché pour avoir menacé la cérémonie du prix Nobel de la paix en 1984 et qui finit arrêté après une semaine de surveillance.

### Mort
Il meurt d'un cancer de l'œsophage le 8 décembre 2003 à Vehmaa,. Ses anciens associés rapportent qu'il aurait invoqué Lucifer sur son lit de mort.

## Croyances

### Doctrine spirituelle générale

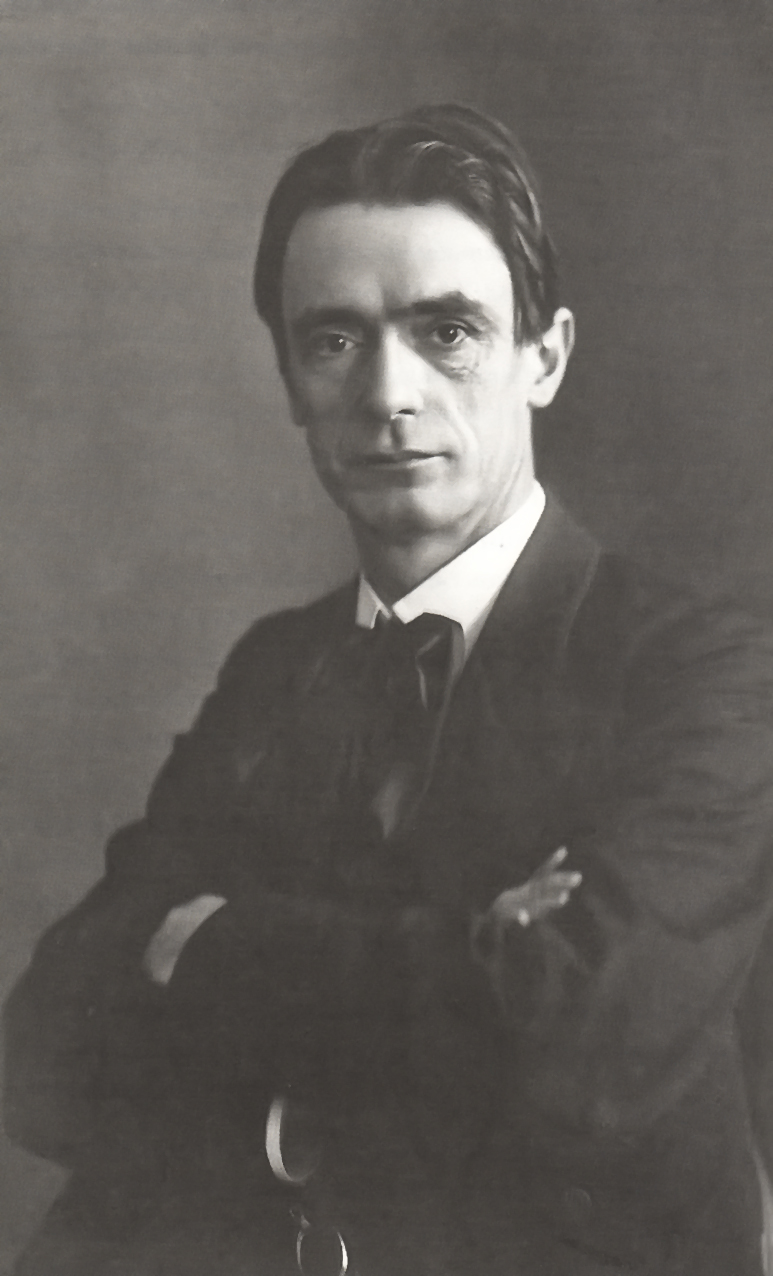
Rudolf Steiner, influence de Pekka Siitoin.

Il développe une doctrine spirituelle personnelle combinant librement magie folklorique, théosophie, anthroposophie, traditions chrétiennes, ufologie, mythologie classique, mysticisme juif, satanisme, luciférisme, politique et mysticisme nazi. Il affirme avoir rencontré personnellement Jésus-Christ, Lucifer et Satan, et s'inspire des écrits d'auteurs comme Rudolf Steiner, Helena Blavatsky, Samuel Liddell MacGregor Mathers et Manly Palmer Hall. Il emprunte à Blavatsky sa théorie des sept races-racines et à Steiner ses chroniques akashiques. Sa doctrine, développée dans un contexte où le milieu spirituel alternatif finlandais des années 1970 est fortement orienté vers les croyances ufologiques, présente les OVNI comme des véhicules d'êtres spirituels supérieurs.

### Cosmogonie et hiérarchie céleste
Dans sa vision métaphysique, Pekka Siitoin développe une cosmogonie dans laquelle le monde est créé par une force électromagnétique impersonnelle, le « Père-Créateur ». Ce dernier délègue la gestion du monde à des êtres subordonnés, organisés selon une hiérarchie céleste comprenant dix Zefiroths (ou archanges) et leurs contreparties négatives. Dans cette hiérarchie spirituelle à neuf niveaux, Jésus-Christ occupe le rang le plus élevé, suivi de Lucifer. Ce dernier est décrit comme le créateur du monde matériel et une force nécessaire à l'évolution humaine, distincte de Satan qui représente les plaisirs matériels. Siitoin considère Jéhovah comme une entité divine distincte du Père-Créateur, en compétition avec Lucifer et Satan pour la domination du monde.
Sa cosmogonie décrit Lucifer comme un démiurge ayant créé le système solaire sous les ordres du « Gouvernement Spatial », une entité supérieure. Lorsque le Gouvernement Spatial ordonne à Lucifer de quitter la Terre, celui-ci refuse par amour pour sa création, entraînant le bannissement de la planète d'une « union des planètes ». Selon Siitoin, l'humanité fut amenée sur Terre depuis d'autres planètes pour établir l'Atlantide il y a 90 000 ans.

### Théories raciales
Sa mythologie établit une cosmogonie raciale dans laquelle les « Aryens » modernes descendent des Sémites, cinquième sous-race des Atlantes ayant développé la moralité et la pensée individuelle. Il attribue aux Japonais et Chinois une origine extraterrestre, les présentant comme des survivants d'une planète détruite par une guerre atomique. Selon lui, les Juifs sont créés par Jéhovah à travers Adam et Ève. Quant aux Africains, il affirme qu'ils résultent de croisements entre les Lémuriens (une race antérieure aux Atlantes), des animaux, et des Atlantes. Il les considère comme moins humains que les « Aryens ».
La pensée magique et mystique de Pekka Siitoin présente un paradoxe car tout en affichant des positions antisémites et en publiant Les Protocoles des Sages de Sion, qu'il considérait comme véridiques, sa philosophie magique s'inspire largement de la Kabbale juive, notamment dans sa hiérarchie céleste qui reprend les noms des Sephiroth et des démons de Qliphoth. D'après l'universitaire Kennet Granholm, cette influence kabbalistique lui viendrait probablement de l'ouvrage Les Enseignements secrets de tous les âges de Manly Palmer Hall. Il considère les Juifs tantôt comme racialement déficients, tantôt comme capables de se réformer en abandonnant Jéhovah et leurs prétendues aspirations à la domination mondiale.

### Une approche du satanisme comme «culte chrétien du Diable»
Bien que se revendiquant sataniste, la philosophie de Pekka Siitoin se distingue du satanisme moderne tel que conceptualisé par Anton LaVey. Sa doctrine, qualifiée de « culte chrétien du Diable » par Granholm, intègre une vision positive du Christ et ne s'oppose pas au christianisme en tant que tel, mais plutôt à l'Église qu'il accuse d'avoir déformé les véritables enseignements christiques. Contrairement au satanisme athée de l'Église de Satan, sa pensée est résolument métaphysique et propose une interprétation particulière des figures bibliques, permettant notamment le culte de toutes les entités divines supérieures au nom de Dieu.

### Pratiques magiques et rituels

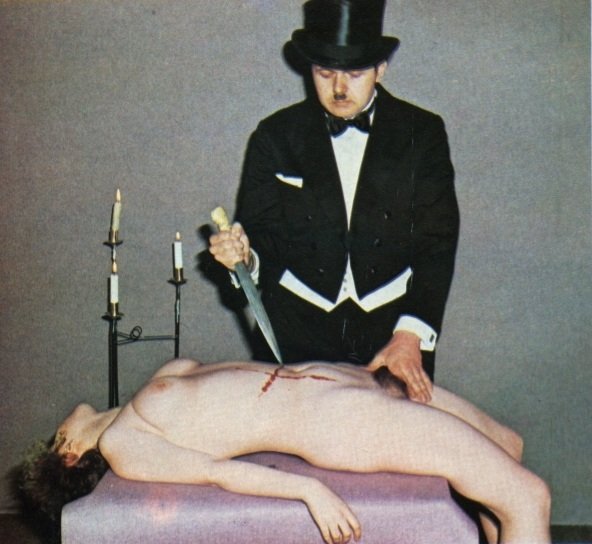
Pekka Siitoin pratiquant un rituel.

Dans ses ouvrages, notamment Svart magi (Magie noire) I et II, Siitoin développe une pratique magique syncrétique mêlant théosophie et folklore. Il considère la magie comme un moyen de « parler à Dieu dans sa propre langue » à travers symboles, incantations et rituels. Son système magique s'appuie largement sur Le Sixième et Septième Livre de Moïse (en), un grimoire qu'il traduit et publie dans les années 1970. Ses écrits décrivent notamment deux méthodes pour pactiser avec Satan : la première implique le sacrifice rituel d'un chat noir bouilli vivant (bien que Siitoin ait affirmé lors d'une interview télévisée n'avoir jamais pratiqué ce rituel), la seconde, réservée aux hommes, consiste à séduire une jeune femme vierge et à réciter mentalement, lors de leur première relation sexuelle, une incantation offrant cet acte à Satan afin qu'il accepte l'homme comme son élève. Siitoin accorde une place importante à la magie sexuelle, détaillant des cérémonies de groupe impliquant la collecte et le sacrifice de fluides corporels. Ses livres contiennent également des rituels plus courants issus du folklore pour la guérison ou la protection, ainsi qu'une cérémonie de nécromancie.

#### LaYhteyslauta
En 1974, il invente la Yhteyslauta (« Planche de contact »), une variante du ouija intégrant sa propre doctrine ésotérique, publiée par la THS et la Föreningen Veronica. Cet outil divinatoire, accompagné d'un manuel en finnois et en suédois, est vendu comme un moyen de communiquer soit avec « le monde spirituel de Dieu » soit avec le « monde spirituel du Diable » selon des rituels spécifiques. La Yhteyslauta dispose les lettres et chiffres en cercle, utilise un verre à shot comme curseur, s'inscrivant ainsi dans une pratique finlandaise privilégiant l'utilisation d'objets domestiques pour le spiritisme, et nécessite obligatoirement plusieurs participants. Siitoin insiste sur le respect scrupuleux des règles pour garantir le fonctionnement du dispositif. Il organise des séances de spiritisme entre 1974 et 1975 où la planche est utilisée.
Le plateau comporte divers symboles ésotériques dont le tétragramme, utilisé pour communiquer avec le monde spirituel de Dieu, bien que paradoxalement Siitoin désignait Yahweh comme l'antagoniste principal de sa cosmogonie. Le plateau inclut également les quatre éléments (ignis, aqua, aer, terra), une croix centrale représentant la divergence entre vie spirituelle et physique, un pentagramme en position droite, une épée magique portant le nom de la séphira Malkuth, et un œuf orphique modifié. Les inscriptions latines « Christus verus Luciferus » et « Demon est Deus Inversus  » reflètent la philosophie occultiste de Siitoin, selon laquelle l'illumination peut être atteinte soit par le Christ soit par Lucifer, et que le bien et le mal sont des forces interdépendantes nécessaires au développement spirituel.

### Positions sur les femmes
Sa doctrine comporte un aspect misogyne en affirmant que les femmes ne peuvent atteindre un haut niveau spirituel que par une réincarnation en homme et en préconisant leur mariage entre 14 et 16 ans avec des hommes de 20 à 30 ans leurs aînés, afin qu'elles puissent être « éduquées » et rester soumises.

## Postérité
À titre posthume, sa figure devient un élément de la culture populaire finlandaise, son image étant utilisée sur divers produits dérivés et dans des jeux vidéo indépendants. Son héritage est réinterprété de manière dadaïste par un groupe discordien finlandais qui inclut ses livres de magie noire parmi ses textes sacrés. En 2014, une réédition commémorative de la Yhteyslauta est publiée pour le 70e anniversaire de Siitoin par une communauté en ligne parodiant la THS.